# ستار كرافت 2: وينجز أوف لايبرتي
ستار كرافت 2: وينجز أوف لايبرتي هي لعبة فيديو إستراتيجية للخيال العلمي في الوقت الحقيقي تم تطويرها ونشرها بواسطة بليزارد إنترتينمنت. تم إصداره في جميع أنحاء العالم في يوليو 2010 لنظامي التشغيل مايكروسوفت ويندوز وماك أو إس، تكملة للعبة فيديو ستار كرافت لعام 1998 وحزمة توسعة ستار كرافت: برود وور، وتنقسم اللعبة إلى ثلاثة أقساط: اللعبة الأساسية، والمترجمة وينجز أوف لايبرتي، وحزمة التوسع، وستار كرافت 2: هارت أوف ذا سوارم، والتوسع المستقل حزمة إرث الفراغ. في مارس 2016، تم إصدار حزمة حملة تسمى ستار كرافت 2 نوفا السرية العمليات، مثل سابقتها تدور اللعبة حول ثلاثة أنواع: تيرانز (البشر)، الزرج (نوع خارق من أشكال الحياة المندمجة)، والبروتوس (نوع متقدم تقنيًا يتمتع بقدرات ذهنية هائلة). تركز وينجز أوف لايبرتي على تيرانز بينما تركز التوسعات، ستار كرافت 2: هارت أوف ذا سوارم وإرث الفراغ، على زرغ وبروتوس، على التوالي. تدور أحداث اللعبة بعد أربع سنوات من أحداث ستار كرافت: برود وور عام 1998، وتتبع مآثر جيم راينور وهو يقود مجموعة متمردة ضد الحكم الاستبدادي تيران دومينيون. تتضمن اللعبة شخصيات ومواقع جديدة وعائدة من اللعبة الأصلية.
قوبلت اللعبة بإشادة من النقاد، حيث حصلت على مجموع إجمالي قدره 93% من ميتاكريتيك. على غرار سابقتها، تم الإشادة بـستار كرافت 2 بسبب طريقة لعبها الجذابة، فضلاً عن تقديمها ميزات جديدة وتحسين سرد القصص. تم انتقاد اللعبة بسبب افتقارها إلى الميزات الموجودة في لعبة ستار كرافت الأصلية بما في ذلك لعب شبكة محلية والقدرة على التبديل بين مناطق متعددة اللاعبين. في وقت إصدارها، أصبحت ستار كرافت 2 اللعبة الإستراتيجية الأسرع مبيعًا في الوقت الحقيقي، حيث بيعت أكثر من ثلاثة ملايين نسخة حول العالم في الشهر الأول. في نوفمبر 2017، أصبحت وينجز أوف لايبرتي لعبة مجانية.

## اللعب
ستار كرافت 2: وينجز أوف لايبرتي تعرض عودة الأنواع الثلاثة من اللعبة الأصلية: بروتوس وتيران وزيرج. في حملة تيران، تم استبدال غرفة إحاطة ستار كرافت الأصلية بنسخة تفاعلية من طراد المعركة هايبريون، مع جيم راينور، قبطان مرتزقة مرير وشرب، كشخصية مركزية. في خروج عن ألعاب بليزرد السابقة، فإن الحملة غير خطية، حيث يأخذ رينور وظائف مقابل المال ويستخدم هذه الأموال لشراء وحدات وترقيات إضافية. على الرغم من أن كل لعبة ستختلف، إلا أن النتيجة النهائية تظل متسقة، مع الحفاظ على خط القصة. أكد نائب رئيس بليزرد، روب باردو، أن كل حملة ستعمل بشكل مختلف تمامًا. تضع حملة تيران، وينجز أوف لايبرتي' اللاعبين في حملة على غرار المرتزقة، حيث تجمع مجموعة تيران المتمردة رينور ريدرس الأموال عن طريق أخذ مهام من مجموعات خارجية. الإصدار الثاني، ستار كرافت 2: هارت أوف ذا سوارم، يركز على زيرج ويحتوي على عناصر لعب الأدوار. سارة كيريجان هي محور الحملة، وتدور القصة حول إمكانية خلاصها. تراث الفراغ هو التوسعة الثالثة، حيث يحاول بروتوس أرتانيس لم شمل قبائل بروتوس من أجل إيقاف امون، زيلناغا الساقطة. لدى وينجز أوف لايبرتي 29 مهمة حملة قابلة للعب؛ 26 قابلة للعب في لعبة واحدة، ومهمتان هما بدائل مرتبط بالاختيار ومهمة سرية واحدة مخفية.
تحتوي حملة وينجز أوف لايبرتي على عدة مهام ذات ميزات فريدة، مثل الحمم البركانية التي تغمر ساحة المعركة كل خمس دقائق، مما يجبر اللاعب على نقل وحداته إلى أرض مرتفعة قبل تدميرها. في مهمة أخرى، تهاجم وحدات العدو اللاعب في الليل فقط، مما يجبر اللاعب على نوع من حرب الحصار. في مهمة واحدة، يجب على اللاعب استخدام وحدة واحدة للتأثير على مد المعركة التي يسيطر عليها الذكاء الاصطناعي. بين المهام، يمكن للاعبين اختيار الوحدات والمباني والترقيات التي لا تتوفر في المهام متعددة اللاعبين.
تتميز وينجز أوف لايبرتي بنفس عدد الوحدات تقريبًا مثل ستار كرافت الأصلية. عادت بعض الوحدات من اللعبة الأصلية، وبعضها يتميز بترقيات وقدرات جديدة. على سبيل المثال، تتمتع بروتوس زيالوت، وهي وحدة قتال من اللعبة الأصلية، بقدرة قابلة للبحث للاندفاع للأمام والوصول بسرعة إلى الأعداء القريبين كتحسين لسرعتها الأصلية. تم استبدال أو إزالة وحدات أخرى. تم استلهام التغييرات الأخرى في تصميم الوحدة من أحداث القصة في ستار كرافت وتوسعتها ستار كرافت: ستار كرافت: برود وور، واستبدال الوحدات القديمة بإصدارات جديدة أو معاد تسميتها والتي تتميز بسمات وقدرات مختلفة. تتمتع الوحدات في ستار كرافت 2 بقدرات جديدة، مقارنة بالأصل، تشجع على تفاعل أكثر تعقيدًا مع بيئة اللعبة. من بينها تضمين الوحدات التي يمكنها اجتياز مستويات مختلفة من التضاريس، أو لديها القدرة على الانتقال الآني لمسافات قصيرة. يمكن تشويه بعض وحدات البروتوس في المناطق التي تعمل بالطاقة الصخرية باستخدام بوابة الاعوجاج، وهو تعديل طفيف لمبنى موجود يسمى البوابة. حملة ستار كرافت الثاني ' لديه وحدات التي هي للعب فقط في الحملة وليس في وضع متعددة العادية، على الرغم من أنها متاحة للخرائط مخصصة. تتكون هذه في الغالب من الوحدات التي تم إلغاؤها من التطوير مثل تيران دي امون بالإضافة إلى العديد من الوحدات العائدة من ستار كرافت الأصلية مثل تيران رايث وجالوت. تتميز الحملة بمرتزقة مرغوبين، وإصدارات معدلة من وحدات معينة بسمات محسّنة مثل الصحة أو الضرر الذي يصبح متاحًا للتأجير بمجرد فتح الوحدة القياسية.

## محرر
محرر ستار كرافت 2 هو محرر حملة وخريطة ومعدّل. هو محرر أول من عاصفة ثلجية قوية لميزة مدمجة في وزارة الدفاع إنشاء ودعم الاستخدام. سيتوفر في المحرر الفن والبيانات المحدثة من ستار كرافت الأصلية التي لم يتم استخدامها، إلى جانب النماذج والبيانات التي تم إلغاؤها أثناء عملية التطوير (بما في ذلك تلك التي تم إجراؤها كنكات كذبة أبريل). على عكس المحررين السابقين الذين صنعتهم بليزرد، فهو أول من يمتلك ميزات الاتصال بالإنترنت مثل نشر الخرائط واسترجاعها وتنشيط عميل المحرر عبر الإنترنت. صرح المنتج الرئيسي كريس سيجاتي أن المحرر يمنح اللاعبين القدرة على إنشاء وحدات لعب الأدوار ووحدات من نوع البطل وهياكل تشبه تلك الموجودة في وار كرافت 2. في بليزكون 2009، عرضت بليزرد تصميمًا لمحرر ستار كرافت 2 يعرض إمكاناته، مثل القدرة على تخصيص واجهة المستخدم. يتضمن البناء النهائي منظور أسلوب الشخص الثالث للمهمات. كان المحرر متاحًا لأول مرة خلال المرحلة الأولى من اختبار الإصدار التجريبي من ستار كرافت 2، عندما جاء مع تصحيح. مع بداية المرحلة الثانية، تم تحديث المحرر. هناك مجتمع لرسم الخرائط باستخدام المحرر، وإنشاء ألعاب مطلق النار من منظور شخص أول، وألعاب فيديو لعب الأدوار، ودفاع عن البرج، وألعاب متعددة اللاعبين عبر الإنترنت من نوع ساحة المعركة. يتم تحديث قاعدة بيانات الخريطة حيث يقوم المزيد من صانعي الخرائط بإنشاء تعديلات للمجتمع. يغير المحرر طريقة توزيع الخرائط: بدلاً من استضافة الألعاب باستخدام ملفات الخرائط المحلية، يقوم المستخدمون بإنشاء الألعاب والانضمام إليها باستخدام الخرائط التي تم نشرها على بليزارد إنترتينمنت. تقتصر عمليات تحميل الخرائط أو التعديل على سعة تخزين إجمالية تبلغ 50 ميغابايت، مقسمة على عشرة ملفات على الأكثر، مع عدم وجود ملف أكبر من 10 ميغابايت. على الرغم من أن محرر ستار كرافت 2 يقدم ميزات أكثر من محرر ستار كرافت الأصلي فيما يتعلق بتخصيص اللعبة، إلا أن هناك مخاوف من أن قيود النشر على بليزارد إنترتينمنت لن تسمح بخرائط مخصصة واسعة النطاق أو توفر خرائط واسع النطاق ما لم يكن هناك نشر خارجي للخريطة أداة.
ستار كرافت أركيد 2 هو إضافة رئيسية لمجتمع صنع الخرائط، حيث يمكن بيع خرائط عالية الجودة مقابل رسوم رمزية على أنها «خرائط متميزة» عبر بليزارد إنترتينمنت. كجزء من ميزة الممرات، تم الإعلان عن خريطة مخصصة تسمى «بليزرد DOTA»، والتي أصبحت في النهاية لعبة مستقلة باسم أبطال العاصفة، جنبًا إلى جنب مع العديد من التعديلات الأخرى في بليزارد إنترتينمنت في بليزكون 2010. في ذلك الوقت، تم تطوير الخريطة لعرض قدرات التعديل التي كان من المقرر إضافتها إلى ستار كرافت 2.

## اللعب شبكة محلية
لا يوفر ستار كرافت 2 القدرة على اللعب مباشرة عبر شبكة محلية (شبكة محلية)، كما هو ممكن مع ستار كرافت ؛ يتم توجيه جميع ألعاب الشبكة عبر الإنترنت عبر خوادم ألعاب بليزرد. يتم تقليل تأخير وقت الاستجابة بين الأوامر الصادرة واستجابة اللعبة عند اللعب عبر الإنترنت بشكل كبير عند اللعب عبر شبكة شبكة محلية وهذا يسمح بتحكم أكثر دقة في الوحدات داخل اللعبة؛ كانت هناك مخاوف من أن المشهد المهني لن يتطور نتيجة لذلك. وقع أكثر من 250000 معجب على عريضة تطلب من بليزرد إضافة مسرحية شبكة محلية إلى ستار كرافت 2، قبل إصدار اللعبة. حاليًا، ليس لدى بليزرد خطط لدعم تشغيل شبكة محلية. على الرغم من أنه لا يغير مسار اللعبة من خلال خوادم بليزرد، فقد تمت إضافة ميزة «بلايرز نيد يو» في ستار كرافت 2 patch 2.0.4 للمساعدة في تنظيم الألعاب مع لاعبين آخرين على نفس الشبكة المحلية.

## ملخص

### الخلفية
تدور أحداث قصة حملة ستار كرافت 2 بعد أربع سنوات من ستار كرافت: ستار كرافت: برود وور، وتتميز بعودة زيراتول وأركتيريس منغسك وأرتانيس وسارة كيريغان كيريغان وجيم راينور. كما تتميز بشخصيات جديدة مثل روري سوان وتايتشوس فيندلاي. في ستار كرافت 2، يعيد اللاعبون زيارة عوالم مألوفة، مثل شار ومار سارة وتارسونيس، بالإضافة إلى مواقع جديدة، مثل كوكب الغابة بيل شير وفولسوم الجديدة. يلعب زيلناغا، وهو سباق قديم للفضاء ومسؤول عن إنشاء بروتوس وزيرج، دورًا رئيسيًا في القصة. في ختام حرب الحضنة، أصبحت كيريغان وقواتها زيرج الفصيل المهيمن في قطاع كوبرولو، بعد أن قضت على القوة الاستكشافية التابعة لمديرية الأرض المتحدة، وهزمت قبيلة آرا، وغزت بروتوس هوم وارلد من أيور. ومع ذلك، بعد انتهاء حرب الحضنة، يتراجع كيريغان إلى شار، على الرغم من امتلاكه أكثر من القوة الكافية لسحق كل المقاومة المتبقية في قطاع كوبرولو. في السنوات الأربع التي سبقت أحداث ستار كرافت 2، لم يُر أو يسمع أي من الشخصيات الأخرى عنها.
تُرك أركتيريس منغسك لإعادة بناء السيادة، وهو يعزز سلطته بينما يصد المضايقات من مجموعات تيران المنافسة. أصبح مينجسك متعطشًا للسلطة، وأعلن أن جيم راينور خارج عن القانون وأظهر القليل من الرغبة في حماية أو مساعدة المستعمرات الواقعة تحت سلطته. فاليريان مينجسك، الشخصية التي تم تقديمها في رواية ستار كرافت (سلسلة)، ستلعب دورًا مهمًا في سياسة دومينيون، نظرًا لمنصبه الوريث الواضح للعرش. في هذه الأثناء، أصبح جيم راينور، الذي تم تهميش دوره في أحداث ستار كرافت و ستار كرافت: برود وور من قبل وسائل الإعلام تحت سيطرة دومينيون، مرتزقًا يقضي وقت فراغه في الشرب في جويراي با. أكد كريس ميتزن، نائب رئيس التطوير الإبداعي في بليزرد، أنه من خلال أحداث ستار كرافت 2، أصبح رينور منهكًا ومرهقًا من الطريقة التي استخدمها وخيانة أركتيريس منغسك. شخصيات جديدة أخرى إلى سلسلة تشمل تايتشوس فيندلي، أحد المجرمين السابقين والبحرية الذي يصبح عضوا في طاقم راينور، ومات هورنر، والثانية راينور في القيادة، شخصية ظهرت أصلا في الرواية ملكة شفرات. بعد سقوط أير وفاة الظلام تمبلر الأم الحاكمة راساغال، فقد تراجع البروتوس إلى هوم وارلد الظلام تمبلر من ستار كرافت (سلسلة). هناك، يحاول أرتانيس، وهو طالب سابق في تاسادار، توحيد خالي بروتوس وتمبل الظلام، الذين انفصلوا تقريبًا إلى قبائل متحاربة نتيجة قرون من عدم الثقة. اختفى زيراتول، الذي عذب بسبب مقتل أمه، للبحث عن أدلة على معنى تصريحات سمير دوران الغامضة بشأن هجائن بروتوس / زيرج في مهمة ستار كرافت: برود وور السرية «دارك اوريجن».

### قصة اللعبة
بعد أربع سنوات من حرب الحضنة، أصبحت دومينيون مرة أخرى قوة الأرض المهيمنة في قطاع كوبرولو. تكشف التقارير الإخبارية أنه في السنوات الأربع التي تلت نهاية حروب الحضنة، تم تخفيض القوات العسكرية الدائمة للسيطرة وتم تحويل ميزانية الدفاع بدلاً من ذلك لمطاردة قوات المتمردين التي تعمل ضد دومينيون. لأسباب غير معروفة، جمع كيريغان السرب في شار ثم اختفى عن الأنظار. مع ذهاب زيرج، قام بروتوس مرة أخرى بدور سلبي في المجرة. شكل جيم راينور مجموعة ثورية تسمى رينور ريدرس من أجل الإطاحة بالإمبراطور دومينيون أركتيريس منغسك. في مار سارة، يلتقي رينور بالرفيق القديم تايتشوس فيندلاي. معًا، يحررون السكان المحليين من سيطرة دومينيون ويكتشفون أيضًا مكونًا من قطعة أثرية غامضة من زيلناغا. عندما يبدأ الزرج في اجتياح مار سارة، يرتب رينور إخلاء طراده القتالي، هايبريون، بقيادة مات هورنر، الرجل الثاني في راينور. مع قيام تايتشوس بدور الوسيط، يشرع الغزاة في سلسلة من المهام للعثور على القطع المتبقية من قطعة أثرية زيلناغا، والتي يبيعونها لمؤسسة موبيوس المبهمة من أجل تمويل ثورتهم. على طول الطريق، التقيا مع غابرييل توش، قاتل نفساني مارق من دومينيون معروف باسم سبيكتر، وأرييل هانسون، باحث في الزرج وزعيم مستعمرة زراعية صغيرة. يقوم الغزاة بمهام لمساعدة توش في شراء المواد الخام لتدريب سبيكترس الجديدة وكذلك لمساعدة هانسون في محاولتها لتأمين مستعمريها العالقين بين زيرج التي تغزو كواكبهم ومحاولة بروتوس للقضاء على الغزو. يرتب هورنر أيضًا سلسلة من المهام لتقويض مينجسك، واستعادة معلومات استخبارية حول جرائم الحرب التي ارتكبها وبثها عبر دومينيون. أخيرًا، يتسلل زيراتول على متن هايبريون لتقديم بلورة نفسية تسمح لـ رينور بمشاركة الرؤى التي تتضمن نبوءة مشؤومة حيث تمحو هجن زيرج-بروتوس وسرب زيرج المستعبدين البشرية وبروتوس. تكشف الرؤية أن كيريغان فقط هي التي لديها القدرة على منع القضاء على كل أشكال الحياة في القطاع وخارجه.
بعد جمع المزيد من القطع الأثرية، تواجه قوات راينور بوارج دومينيون في نقطة التقاء مؤسسة موبيوس المتفق عليها مسبقًا. تم الكشف عن أن مؤسسة موبيوس تحت سيطرة فاليريان منغسك، ابن أركتيريس. فاليريان، الذي ينوي إظهار نفسه كخليفة جدير لوالده، يطلب من راينور مساعدته في غزو تشار واستخدام القطعة الأثرية لاستعادة إنسانية كريجان، وبالتالي إضعاف الزرج. ويوافق راينور على ما أصاب الطاقم من فزع أولي. بمساعدة فاليريان، يستعيد راينور القطعة الأثرية النهائية، ويغزو الغزاة والدومينيون شار. دمر أسطول دومينيون بسبب دفاعات زيرج الثقيلة، لكن راينور يؤمن موطئ قدم في شار ويلتقي مع قوات دومينيون بقيادة هوراس وارفيلد، وهو جنرال دومينيون مزخرف. أصيب وارفيلد لاحقًا بجروح وعين راينور قائدًا لقوات دومينيون الباقية أيضًا. تندفع القوات المشتركة للغزاة والدومينيون نحو كتلة الخلية الرئيسية في الكوكب، وتحمي القطعة الأثرية أثناء شحنها إلى أقصى قوتها، وتدمر الأداة في النهاية كل الزرج داخل نصف قطر الانفجار. اكتشف فريق راينور أن كريجان استعاد شكله البشري ؛ ومع ذلك، يكشف تايتشوس أنه عقد صفقة مع أركتيريس منغسك، مقايضة حياة كيريغان من أجل حريته. يدافع رينور عن كيريغان من محاولة تايتشوس لقتلها، مما أدى إلى مقتل تايتشوس في هذه العملية. يُظهر المشهد الختامي راينور وهو يحمل سارة كريجان خارج الخلية الرئيسية بين ذراعيه.

### طاقم اللعبة
النسخة الإنجليزية من ستار كرافت 2 لديها روبرت كلوتورثي وجيمس هاربر يعيدان أدوارهما من ستار كرافت كأصوات جيم رينور وأركتوروس مينجسك. شملت الغياب الملحوظ تريشيا هيلفر محل جلينيس تالكين في دور كيريجان، ومايكل دورن ليحل محل مايكل غوف في دور تاسادار، وفريد تاتاسكيور في مكان الراحل جاك ريتشل في دور زيراتول. كان المخرج الصوتي للعبة أندريا رومانو. تم توظيف أكثر من 58 ممثلًا صوتيًا للعبة، وقد أعرب بعضهم عن شخصيات متعددة.

## تطوير
تم الإعلان عن تطوير ستار كرافت 2 في 19 مايو 2007، في بليزكون في سيول، كوريا الجنوبية. وفقًا لروب باردو وكريس سيغاتي، بدأ تطوير اللعبة، على الرغم من تأخره في البداية لمدة عام بسبب إعادة التخصيص المؤقت لموارد بليزرد إلى وورلد أوف ووركرافت، في عام 2003، بعد فترة وجيزة من إطلاق علب الثالث: العرش المجمد. يدعم ستار كرافت 2 برنامج دايركت إكس 9 (مظلل 2.0)، كما أنه متوافق تمامًا مع دايركت إكس 10 أيضًا. قرر فريق التطوير عدم إضافة تأثيرات رسومية حصرية لـ دايركت إكس 10. إصدار يستخدم مكتبة الرسوميات المفتوحة. تميزت اللعبة سابقًا بمحرك الفيزياء هافوك، والذي سمح بعناصر بيئية أكثر واقعية مثل «الحطام يتدحرج على منحدر» والذي تم استبداله منذ ذلك الحين بمحرك فيزيائي مخصص. في يونيو 2008 بليزرد دعوة عالمية، أعلن نائب الرئيس التنفيذي لـ بليزرد روب باردو أن تطوير حملة اللاعب الفردي قد اكتمل بحوالي الثلث، بالإضافة إلى أن وينجز أوف لايبرتي ستتبعها حزمتي توسعة - ستار كرافت 2: ستار كرافت 2: هارت أوف ذا سوارم، والتي ستركز حول زيرج و ستار كرافت ستار كرافت 2: ليغاسي أوف ذا فويد، والتي ستركز حول بروتوس. في 25 فبراير 2009، أعلنت بليزرد عن مسابقة بليزرد مسابقة المنتزه الترفيهي، حيث ستشمل الجوائز مفتاحين تجريبيين لـ ستار كرافت 2. ذكرت صفحة الأخبار والتحديثات المحدثة لـ بليزارد إنترتينمنت لـ علب الثالث: العرش المجمد أن أفضل 20 لاعبًا من كل عالم سيحصلون على مفتاح ستار كرافت 2 بيتا.
نشرت بليزرد تاريخ إصدار أول إصدار تجريبي للعبة في صيف 2009، لكنها فشلت في إصدار نسخة تجريبية خلال ذلك الوقت. منذ 6 مايو 2009، أصبح من الممكن الاشتراك في المرحلة التجريبية من اللعبة. في نوفمبر 2009، أكد منتج اللعبة كريس سيغاتي أنه لن يكون هناك إصدار تجريبي عام للعبة التي ستقام في عام 2009 لكنه أكد للجماهير أنها ستحدث العام المقبل. في فبراير 2010، أعلن الرئيس التنفيذي لشركة بليزرد مايك مورهايم أنه سيتم فتح إصدار تجريبي مغلق في وقت لاحق من ذلك الشهر. في 17 فبراير 2010، بدأت ستار كرافت 2 باختبار تجريبي مغلق، كما وعدت. كان من المتوقع أن تستمر النسخة التجريبية من 3 إلى 5 أشهر. تم بيع مفاتيح بيتا للإصدار الأولي على إيباي بأسعار تصل إلى 400 دولار. أصدرت بليزرد أيضًا محرر خرائط للإصدار التجريبي كجزء من Patch 9. وفقًا للشركة، فقد خططوا لإصدار تصحيح محتوى رئيسي في نهاية الاختبار التجريبي. اعتبارًا من 23 يوليو 2010، تم إصدار ثمانية عشر تصحيحًا للنسخة التجريبية (سبعة عشر فقط على الخوادم الأوروبية)، بما في ذلك التصحيح الذي يوفر الوصول إلى محرر خرائط جلاكسي. في 12 مايو 2010، أصدرت بليزرد العميل التجريبي لأجهزة الكمبيوتر التي تعمل بنظام التشغيل ماك أو إس للمستخدمين الذين قاموا بالتسجيل. في 17 مايو 2010، أعلنت بليزارد أن المرحلة الأولى من الاختبار التجريبي ستنتهي في جميع المناطق في 31 مايو، ولكن تم تمديدها لاحقًا حتى 7 يونيو. بدأت المرحلة الثانية في 7 يوليو 2010، وانتهت في 19 يوليو 2010.
في مقابلة أجريت في يونيو 2009، أشار روب باردو إلى أن دعم شبكة محلية لن يتم تضمينه في ستار كرافت 2. تتطلب إزالة شبكة محلية من اللاعبين الاتصال عبر خوادم بليزرد قبل أن يتمكنوا من لعب ألعاب متعددة اللاعبين، مما يتسبب في قيام اللاعبين بالتعبير عن استيائهم عبر الإنترنت. اندلع مزيد من الجدل عندما أكدت بليزرد أن اللعبة لن تدعم اللعب عبر الخادم خارج الصندوق، مما يقيد اللاعبين باللعب فقط ضد خصوم محليين - على سبيل المثال، اللاعبون الأمريكيون ضد أولئك الموجودين في الولايات المتحدة والأوروبيين ضد الأوروبيين. أوضحت الشركة في الأصل أن خوادم أستراليا ونيوزيلندا ستكون موجودة في جنوب شرق آسيا، مما يجعلها في مواجهة مقاتلين من إندونيسيا والفلبين وماليزيا وسنغافورة وتايلاند. ومع ذلك، بدءًا من التصحيح 1.1.0، تم الإعلان عن أن إصدار جنوب شرق آسيا / أستراليا / نيوزيلندا من اللعبة لن يكون مغلقًا بشكل صارم، حيث يمكن للاعبين اللعب على كل من خوادم SEA / ANZ وخوادم أمريكا الشمالية.
أعلن مايك مورهايمي، رئيس بليزرد، خلال حفل افتتاح بليزكون 2009 أنه سيتم إصدار كل من ستار كرافت 2 ومنصة بليزارد إنترتينمنت الجديدة في عام 2010، مع وجود فجوة تقارب شهر واحد بين الإصدارات. اعتبارًا من مارس 2010، صرحت بليزرد أنه تم اختبار النظام الأساسي الجديد خارج الإصدار التجريبي وكان من المقرر إطلاقه في أوائل يوليو 2010، لكل من ستار كرافت 2 و وورلد أوف ووركرافت: Cataclysm، مع ترقية لاحقة لـ ديابلو 3. في 5 مايو 2010، تم الكشف عن دمج ستار كرافت 2 وبليزارد إنترتينمنت 2.0 مع موقع التواصل الاجتماعي فيس بوك، «لربط منصة الألعاب عبر الإنترنت الأولى في العالم بالمنصة الاجتماعية الأكثر شهرة في العالم» - وهي خطوة سمحت للاعبين بالبحث من بين أصدقائهم على فيس بوك لمعارضين ستار كرافت 2. صنفت مجلة وايرد، في جائزة برمجيات وهمية السنوية، ستار كرافت 2 في المرتبة الأولى بين المنتجات التكنولوجية المتأخرة لعام 2009. تم إصدار ستار كرافت 2 أخيرًا في 27 يوليو 2010، مع حفلات إطلاق في مدن مختارة من البلدان حول العالم. تم الترحيب بالعملاء والمراجعين الذين تلقوا قرص DVD الخاص بالتثبيت قبل إصدار 27 يوليو من خلال شاشة خطأ تطلب منهم الانتظار حتى تاريخ الإصدار. لم يكن هناك حل بديل معروف وقد أشاد بعض المراجعين بالإجراء لقصر الصحفيين على اللعب ومراجعة اللعبة مع لاعبين حقيقيين. مقارنةً بـ ستار كرافت الأصلي، تم تصميم ستار كرافت 2 للتركيز بشكل أكبر على جانب تعدد اللاعبين، مع التغييرات التي تضمنت تحسينات كبيرة على بليزارد إنترتينمنت، ونظام «سلم» تنافسي جديد للألعاب المصنفة، وآليات التوفيق الجديدة التي تم تصميمها من أجل «مباراة متابعة» لاعبين بمستوى مهارة متساوٍ. بالإضافة إلى ذلك، تم تحسين وظيفة إعادة التشغيل، التي تسمح للاعبين بتسجيل ومراجعة الألعاب السابقة. صرحت بليزرد أيضًا أنها أدرجت تغييرات على اللعبة اقترحها المعجبون. تواصل ستار كرافت 2 استخدام سابقتها لمشاهد قص سينمائية مسبقة الصنع لتعزيز الحبكة مع تحسين جودة المشاهد المقطوعة داخل اللعبة داخل المستويات نفسها، والتي يتم عرضها أثناء التنقل باستخدام نفس محرك اللعبة مثل الرسومات في اللعبة المناسبة. صرحت بليزرد أنه مع محرك الرسومات الجديد الذي تستخدمه ستار كرافت 2 لتقديم طريقة اللعب، «يمكنهم في الواقع إنشاء مشاهد مقطوعة داخل اللعبة بجودة شبه سينمائية». تتضمن التحسينات تخصيصًا متقدمًا للمشهد وتضاريس فضائية أكثر تفصيلاً، مثل المنصات الفضائية العائمة مع الكواكب والكويكبات في الخلفية. تم عرض تحسينات وتحسينات على المنحدرات الصغيرة والامتدادات والعلامات الإعلانية.
خلال بليزكون، تم الإعلان عن إعادة تسمية ستار كرافت 2 على أنها لعبة «مجانية للعب»، على الأقل جزئيًا. أدى هذا إلى فتح حملة وينجز أوف لايبرتي أحادية اللاعب، ووضع متعدد اللاعبين، ووضعين آخرين للعبة للجميع. كان التغيير متماشياً مع رؤية بليزرد للمضي قدمًا: دعم اللعبة من خلال المعاملات الدقيقة مثل جلود القادة التعاونية الوساخة صوت حزم الصدور الحرب، والتي أثبتت نجاحها بالفعل.

### التوسعات
أثناء تطوير ستار كرافت 2، أُعلن أن اللعبة وتوسعاتها ستشكل ثلاثية ؛ سيحتوي كل فصل على أحد السباقات الثلاثة القابلة للعب. يركز التوسع الأول على سباق زيرج. صدر فيلم ستار كرافت 2: هارت أوف ذا سوارم في 12 مارس 2013. تم إصدار التوسعة الثانية ستار كرافت 2: ليغاسي أوف ذا فويد، والتي تتمحور حول سباق بروتوس، في 10 نوفمبر 2015. حملة إضافية للاعب واحد تسمى ستار كرافت 2: تم نوفا السرية العمليات في عام 2016 في ثلاث حلقات. يركز هذا المحتوى القابل للتنزيل (DLC) على شخصية عمليات تيران الخاصة تسمى نوفا تيرا.

## الموسيقى التصويرية
تم إصدار مقطعين صوتيين لـ ستار كرافت 2: وينجز أوف لايبرتي. تم إصدار النتيجة الأصلية، من تأليف ديريك ديوك، وجلين ستافورد، ونيل أكري، ورسل بروير، وساشا ديكيسيان، وكريس فيلاسكو على قرص مضغوط وكذلك على متجر آي تيونز. يحتوي كلا الإصدارين على 14 مسارًا ويحتوي إصدار آي تيونز على إضافات رقمية إضافية.  تم إصدار مقطع صوتي ثان، الثورة أوفردرايف: أغاني الحرية، على قرص مضغوط وفينيل وآي تيونز. تتميز هذه الموسيقى التصويرية بالأغاني الأصلية والمغلفة التي تم سماعها في شريط جويراي أثناء لعبة الفيديو.

## البث

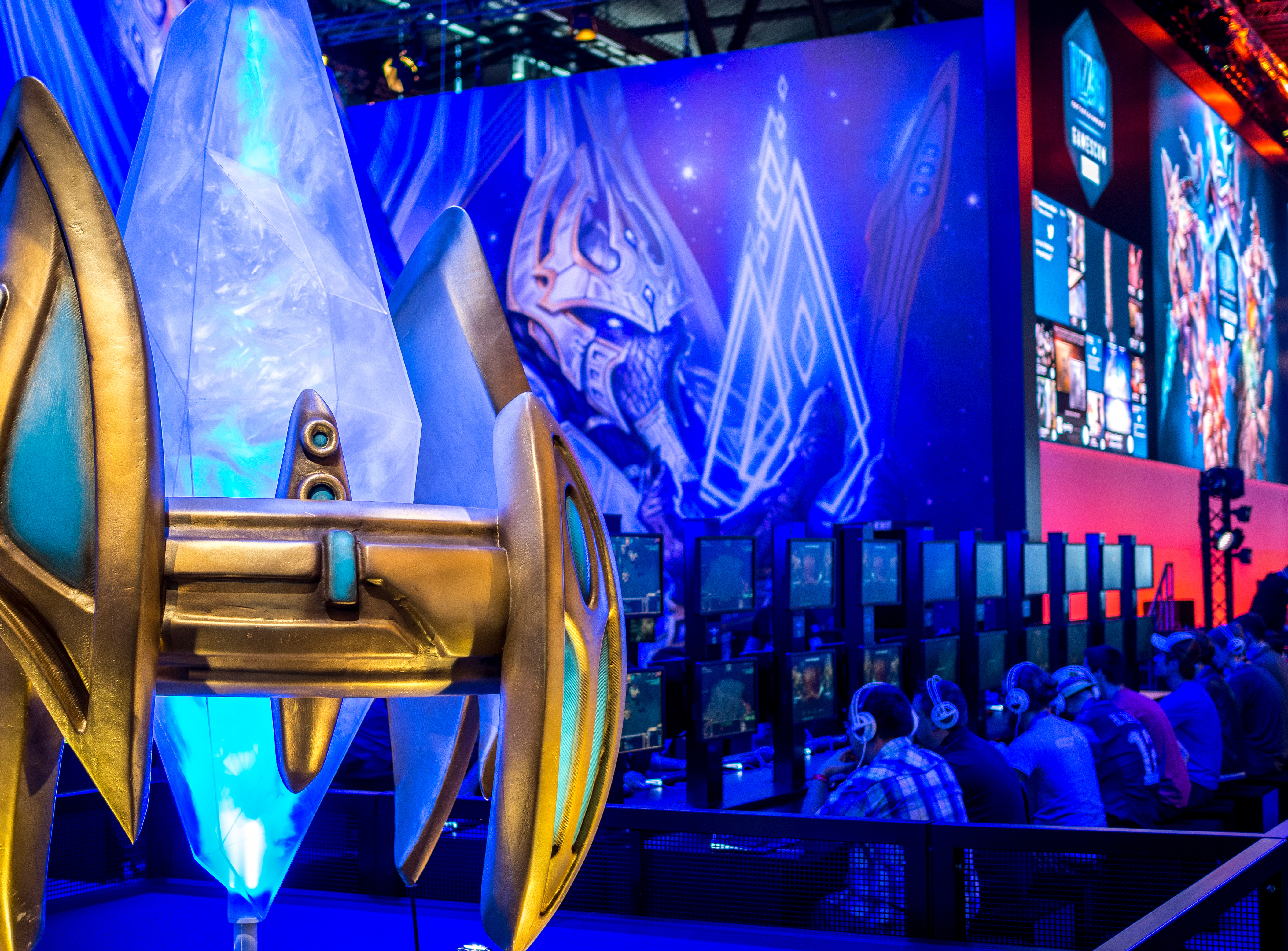
ستار كرافت 2 في Gamescom 2015

في 8 أبريل 2010، أعلنت بليزرد أن اللعبة ستكون متاحة في إصدار قياسي وإصدار جامعي. تمت إتاحة اللعبة للتنزيل الرقمي من بليزرد في تاريخ الإصدار ؛ بدأ التحميل المسبق في 15 يوليو. يأتي إصدار الجامع مع كتاب فني، محرك أقراص فلاش سعة 2 جيجا بايت مصمم على غرار علامة كلب جيم راينور مع توسعة ستار كرافت و ستار كرافت: برود وور الأصلية المحملة مسبقًا، DVD وراء الكواليس، موسيقى تصويرية، كتاب هزلي، صور رمزية فريدة، نموذج فريد من نوعه وحدة Thor داخل اللعبة في لعبة متعددة اللاعبين، وحيوان أليف من وورلد أوف ووركرافت.
في 24 يونيو 2010، في حدث كوري للصحافة فقط، أعلنت بليزرد أن اللاعبين الكوريين سيكونون قادرين على لعب ستار كرافت 2 مجانًا من خلال اشتراك وورلد أوف ووركرافت النشط. في ضربات الكمبيوتر الشخصي أو مقاهي الإنترنت الأخرى، يمكن للاعبين لعب اللعبة بدفع 500 إلى 1500 وون كوري جنوبي (حوالي 50 دولارًا إلى 1.50 دولارًا أمريكيًا) في الساعة. تشمل الخيارات الأخرى اشتراكًا لمدة 30 يومًا مقابل 9900 ين ياباني (حوالي 8 دولارات أمريكية) وتذكرة وقت تشغيل لمدة 24 ساعة مقابل 2000 ين ياباني (حوالي 1.50 دولار أمريكي) ووصول غير محدود مقابل 69000 ين ياباني (حوالي 56 دولارًا أمريكيًا). تختلف اتفاقية ترخيص المستخدم النهائي (ترخيص المستخدم النهائي) الخاصة بـ ستار كرافت 2 اختلافًا كبيرًا عن تلك الموجودة في عناوين بليزرد السابقة في أن شراء اللعبة يمنح المشتري فقط ترخيصًا للعب، بينما تظل اللعبة نفسها ملكًا لشركة بليزرد. أي خرق لمبالغ ترخيص المستخدم النهائي ليس فقط لخرق العقد ولكن أيضًا لانتهاك حقوق الطبع والنشر، مما يمنح بليزرد تحكمًا أكبر في كيفية استخدام اللعبة. لقد أثيرت المعرفة العامة مخاوف بشأن كيفية تأثير اتفاقية ترخيص المستخدم النهائي (ترخيص المستخدم النهائي) المعدلة على بطولات متعددة اللاعبين غير معتمدة من قبل بليزرد. في 3 أغسطس 2011، استبدلت بليزرد العرض التوضيحي ستار كرافت 2 المتوفر سابقًا مع ستار كرافت: ستارتر ايديشن 2 الجديدة. يسمح لأي شخص بلعب جزء من اللعبة مجانًا ويأتي كحزمة 7 جيجابايت يتم تنزيلها باستخدام عميل بليزرد تنزيل. إصدار المبتدئين متاح لنظامي التشغيل ماك وويندوز، ويتطلب حساب بليزارد إنترتينمنت واتصالاً بالإنترنت للعب.

### صعوبات فنية
أبلغت العديد من مواقع الألعاب والتكنولوجيا عن «خطأ شديد الحرارة» في ستار كرافت 2 أدى في بعض الحالات إلى تلف دائم لبطاقات الفيديو. مصدر المشكلة هو حقيقة أن معدل الإطارات غير مؤمن على شاشات القائمة. يؤدي هذا إلى عرض بطاقة الرسومات للصورة باستمرار، مما يؤدي إلى ارتفاع درجة الحرارة. أقرت بليزرد بالمشكلة، ونشرت حلاً مؤقتًا. كما أوصوا بالتأكد من أن أنظمة الكمبيوتر جيدة التهوية والاتصال بالشركة المصنعة لبطاقة الفيديو لمعرفة المشكلات المتعلقة بالأجهزة. ردًا على التقارير، قال بوب كولايكو، مدير العلاقات العامة في بليزرد: «لا يوجد رمز في برنامجنا من شأنه أن يتسبب في ارتفاع درجة حرارة بطاقات الفيديو. عندما رأينا هذه المشكلة تم الإبلاغ عنها لأول مرة، أجرينا اختبارًا إضافيًا شاملًا وقررنا أنه بالنسبة لأولئك اللاعبين الذين يواجهون هذه المشكلة، فإن السبب على الأرجح متعلق بالأجهزة.». اقترحت تك كرانش أيضًا أن المشكلة ليست في ستار كرافت 2، ولكن بسبب سوء صيانة الأجهزة وعدم كفاية التبريد. ومع ذلك، فهم يتفقون على أن ارتفاع درجة الحرارة يحدث فقط على الشاشات المقفلة بدون إطار ويوفر الإصلاح الذي قدمته بليزرد للمستخدمين. توصي مقالات أخرى المستخدمين بتنظيف الغبار بانتظام من أجهزة الكمبيوتر الخاصة بهم لتحسين كفاءة التبريد لأنظمتهم. نشرت بليزرد رسالة على منتدياتها بخصوص المشكلة التي تمت إزالتها منذ ذلك الحين. كانت الرسالة: «الشاشات التي تضيء التفاصيل قد تزيد من سخونة النظام إذا كان التبريد غير كافٍ بشكل عام. هذا لأن اللعبة ليس لديها ما تفعله، لذا فهي تعمل في الأساس على رسم الشاشة بسرعة كبيرة.».

### المنافسة المهنية
تُلعب ستار كرافت 2 بشكل احترافي في جميع أنحاء العالم، على الرغم من أنها تشبه إلى حد كبير سابقتها ستار كرافت: المنافسة الاحترافية لـ ستار كرافت: برود وور، فإن أعلى مستوى من اللعب كان مركزًا تاريخيًا في كوريا الجنوبية. اعتبرت اللعبة على نطاق واسع أكبر الرياضات الإلكترونية في العالم خلال سنواتها الأولى، ويُنسب لها الفضل في جلب الرياضات الإلكترونية إلى بقية العالم بالطريقة التي جلبها بها الإصدار الأصلي إلى كوريا الجنوبية. ومنذ ذلك الحين، شهدت انخفاضًا وانبعاثًا أكثر حداثة بعد انتقالها إلى نموذج أعمال مجاني. بدءًا من تأسيسها في عام 2012، كانت سلسلة بطولة العالم ستار كرافت 2 (WCS) بمثابة حلبة بطولة ستار كرافت 2 الأساسية التي أقرتها بليزرد. منذ عام 2013، تم تضمين كل من الدوريات الفردية الكورية مثل دوري ستار كرافت 2 العالمي (GSL) والأحداث غير الكورية مثل إنتل إكستريم ماسترز (IEM) ودريم هاك في نظام WCS، وتوزيع النقاط وضمان المواقع التي تؤهل اللاعبين إلى Global تقام النهائيات سنويًا في بليزكون.

### استخدم في الذكاء الاصطناعي
في نوفمبر 2016، أعلن فرع ديب مايند التابع لشركة ألفا بيت عن تعاون مع بليزرد لإنشاء «منصة اختبار مفيدة لمجتمع أبحاث الذكاء الاصطناعي الأوسع». في ديسمبر 2018، هزم روبوت ستار كرافت 2 التابع لشركة ديب مايند، المسمى ألفا ستار، لاعب ستار كرافت 2 المحترف 5–0 مانا، وإن كان ذلك في ظل ظروف اعتبر البعض أنها غير عادلة. حصلت نسخة أكثر إنصافًا من ألفا ستار على وضع غراند ماستر في أغسطس 2019، وهو إنجاز يسمى «إنجاز تاريخي» في مجال الذكاء الاصطناعي.

## استقبال
ستار كرافت 2: وينجز أوف لايبرتي قوبل بإشادة من النقاد منذ صدوره. حصلت على مجموع 92.39% في غيم رانكينغز و 93/100 في ميتاكريتيك. تم الإشادة باللعبة بشكل خاص لاحتفاظها بلعبة RTS الشهيرة من ستار كرافت، مع تقديم ميزات جديدة وتحسين سرد القصص. شعرت غيمز رادار أن «ستار كرافت 2: وينجز أوف لايبرتي تبدو من نواح كثيرة مثل ستار كرافت 2.0 - وهذا شيء جيد»، مشيرة إلى أنها «تقدم على جميع الجبهات». قال موقع NZGamer.com إن اللعبة كانت «أفضل لعبة RTS تم إصدارها منذ سنوات وواحدة من أفضل الألعاب على الكمبيوتر الشخصي». فيما يتعلق بقصتها، صرحت شركة غيم تريلرز، «إذا كان هناك أي شيء واضح على الفور من قصة وينجز أوف لايبرتي، فهو أن بنية السرد للمسلسل قد تطورت بشكل كبير إلى ما بعد فترات الاستراحة المتفرقة بين الطلعات الأصلية،» واصفة إياها «بأنها ملحمة ومروية بشكل ترفيهي.»، بينما انتقد يورو غيمر الحوار باعتباره«مسطحًا» والشخصيات على أنها«إما مبتذلة أو مبتذلة أو كليهما». رددت قنبلة عملاقة وجهة النظر هذه بينما أشارت أيضًا إلى جزء هايبريون بين المهام، ووجدت أنها تتمتع «بعمق أكبر في الشخصية، وشفقة أكثر تصديقًا، وتحولات مفاجئة أكثر مما كنت أتوقعه بصدق خارج القصة». ومع ذلك، أشارتآي جي إن إلى أنه «لا شك في أن عشاق الامتياز سوف يأكلونها، ولكن قد يتساءل القادمون الجدد عن سبب كل هذا العناء أثناء المرور بالمهمات المبكرة التي تفتقر إلى نوع الإلحاح الذي تأمله عندما يكون مصير الحضارة في خطر.» كانت جويستيك إيجابية للغاية تجاه خدمة التوفيق بين اللاعبين المتعددين المحسّنة، واصفة إياها بأنها «مشابهة لـ إكس بوكس لايف وبلاي ستيشن نيتورك، وهو تغيير مرحب به من المطابقة القديمة لـ بليزارد إنترتينمنت في ألعاب بليزرد السابقة»، بينما دعا غيم سبوت مبلغ محتوى على الإنترنت «رائع»، مع الإشارة إلى تنوع الخرائط ودعم ما يصل إلى 12 لاعبًا عبر الإنترنت. عند مقارنة الوضع الفردي والمتعدد اللاعبين، شعرت غيم سباي أن جزء اللاعب الفردي كان «أقل إلهامًا، ويرجع ذلك في الغالب إلى منحنى التعلم الضحل للغاية»، حيث يكون تعدد اللاعبين عبر الإنترنت «سلسًا للغاية، وصعبًا للغاية، وقديمًا جدًا مرح». أشاد جون ماير من وايرد بمحرك الرسوميات المحسن، قائلاً إنه «يظهر عقودًا من الصقل» و «عرض تقديمي جديد أنيق». كما أشار مات بيكهام من بي سي وورلد إلى أن بعض المشترين أعربوا عن عدم رضاهم عن عدم وجود طريقة لعب متعددة اللاعبين قائمة على الشبكة المحلية، ونقص اللعب عبر العالم والحملة مقصورة على سباق تيران. ومع ذلك، أشارت غيم ريفولوشن، فيما يتعلق بالقدرة على لعب حملة تيران، إلى أن «وينجز أوف لايبرتي لديها 29 مهمة ؛ ستار كرافت الأصلية لديها ما يزيد قليلاً عن 30 مهمة. الاحتمالات المعقولة تقول أن الشخص التالي سيكون له نفس المقدار تقريبًا ؛ جلبت برود وار حوالي 30 أيضًا. لقد حصلنا بالفعل على اللعبة الكاملة مقابل 50 دولارًا، ونعرض علينا توسعتين. إذا كنت تريد أن تشعر بالغضب حيال شيء ما، فاختر شيئًا آخر».
أعطى آرس تكنيكا اللعبة بشكل عام حكمًا على «شراء» وأشاد بشكل خاص بحملة اللاعب الفردي ووصفها بأنها «ممتعة مثل الجحيم». لقد أعجبوا أيضًا بأدوات تعديل اللعبة التي تتيح للمستخدمين إنشاء المحتوى الخاص بهم وتوزيعه على المعجبين الآخرين. المسألتان «القبيحتان» اللتان حددتهما اللعبة هما الافتقار إلى اللعب على الشبكة المحلية وقرار تقسيم المناطق. اقترحوا أن هذه القرارات تأثرت بـ أكتيفجن بدلاً من مصممي اللعبة في بليزرد، وشعروا أن هذا من شأنه أن يبعد الكثير من الناس عن اللعبة ويجعل الأمور صعبة على الأشخاص الذين لديهم أصدقاء دوليون. في مقال منفصل، دعم آرس تكنيكا بقوة ستار كرافت 2 ضد سلسلة من التقييمات ذات النجمة الواحدة الممنوحة للعبة على Amazon.com احتجاجًا على عدم وجود لعب شبكة محلية. لقد جادلوا في دفاع بليزرد ضد الشكاوى بأنها لم تكن لعبة كاملة لأنه تم إطلاق حملة تيران فقط، لكنهم أشاروا إلى أن شكاوى العملاء بشأن عدم وجود شبكة محلية واللعب عبر المناطق كانت مشروعة. في أغسطس 2016، احتلت ستار كرافت 2: وينجز أوف لايبرتي المرتبة 26 في قائمة تايم لأفضل 50 لعبة فيديو على الإطلاق.

### مبيعات

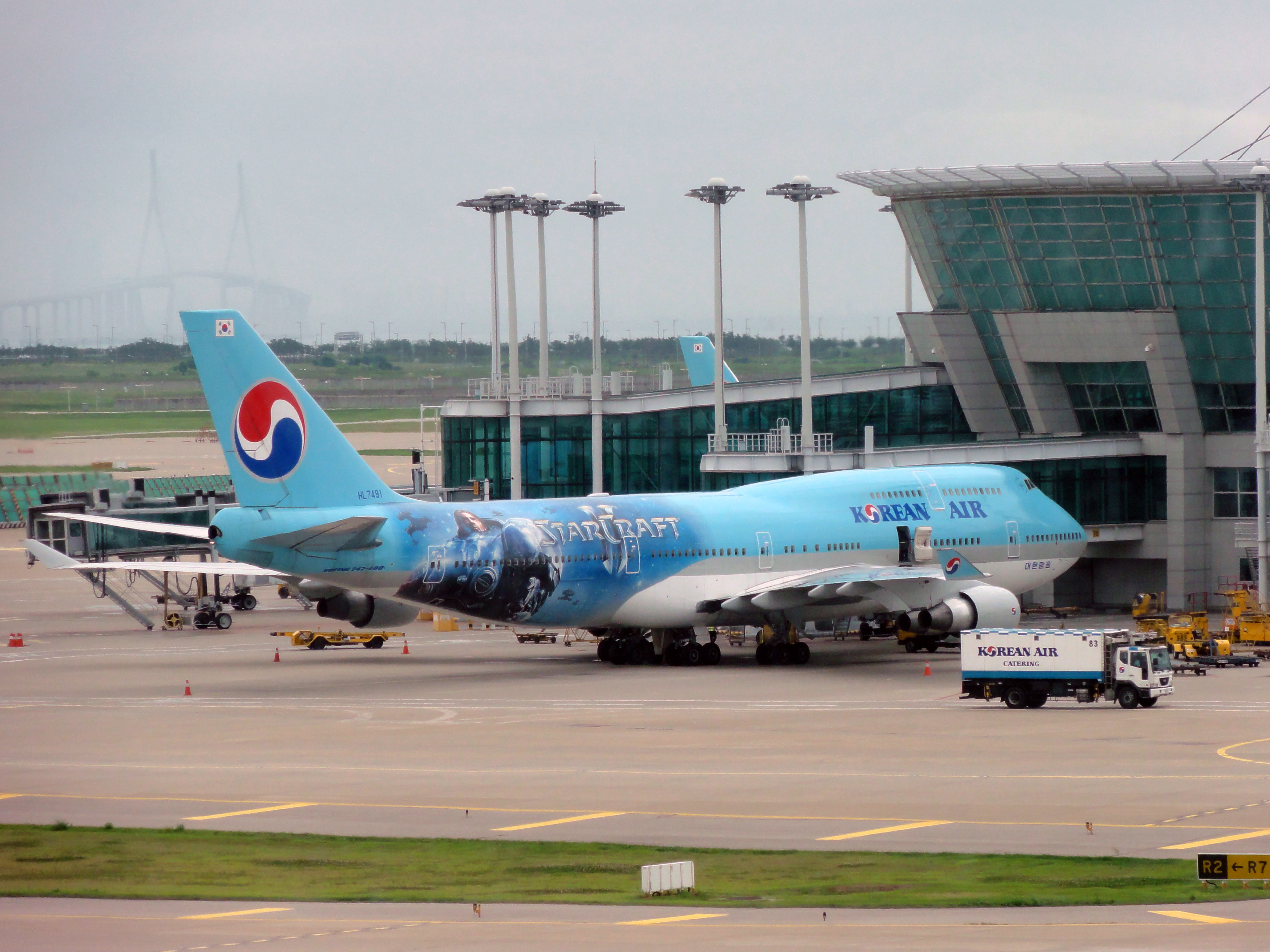
طائرة بوينج 747-400 تابعة للخطوط الجوية الكورية في مطار إنتشون الدولي مع إعلان ستار كرافت 2 مرسوم على جسم الطائرة. يتم عرض جيم راينور بشكل بارز على الطائرة.

أبرمت بليزرد اتفاقية تسويق مشتركة مع الخطوط الجوية الكورية استمرت لمدة ستة أشهر، حيث عرضت اثنتان من طائرات شركة الطيران على كل من الخطوط المحلية والدولية بشكل بارز إعلان ستار كرافت 2 الذي يظهر فيه جيم راينور على جسم الطائرة. في 3 أغسطس 2010، أعلنت بليزرد أن ستار كرافت 2 باعت أكثر من مليون وحدة في جميع أنحاء العالم في غضون يوم واحد من إصدارها. بعد يومين، عندما بدأت بليزرد بيع اللعبة كتنزيل رقمي على موقعها على الإنترنت، تم بيع ما يقرب من 500000 وحدة إضافية من اللعبة، ليصل المجموع إلى 1.5 مليون في جميع أنحاء العالم وجعلها اللعبة الإستراتيجية الأسرع مبيعًا على الإطلاق. في الشهر الأول من بيعها، باعت ستار كرافت 2 ما مجموعه ثلاثة ملايين نسخة حول العالم. اعتبارًا من ديسمبر 2010، باعت اللعبة ما يقرب من 4.5 مليون وحدة. كما تعرضت اللعبة للقرصنة بشدة، حيث ورد أنه تم تنزيلها أكثر من 2.3 مليون مرة، وسجلت رقماً قياسياً لمعظم البيانات المنقولة بواسطة سيل واحد في ثلاثة أشهر فقط.

## وصلات خارجية
- ستار كرافت 2: وينجز أوف لايبرتي على موقع IMDb (الإنجليزية)
- ستار كرافت 2: وينجز أوف لايبرتي على موقع الموسوعة البريطانية (الإنجليزية)